# 함백여자고등학교
함백여자고등학교는 강원도 정선군 신동읍에 있었던 공립 고등학교이다.

## 학교 연혁[1]
- 1980년 4월 11일 : 개교
- 2014년 3월 1일 : 함백고등학교와 통폐합으로 인해 34년만에 폐교